# Lionel Abelanski
 (mars 2024).
Si vous disposez d'ouvrages ou d'articles de référence ou si vous connaissez des sites web de qualité traitant du thème abordé ici, merci de compléter l'article en donnant les références utiles à sa vérifiabilité et en les liant à la section « Notes et références ».
Lionel Abelanski est un acteur français né le 22 octobre 1964 à Paris.

## Biographie

### Études
Élève au Cours Florent, Lionel Abelanski fait sa première apparition à l'écran en 1989 dans Romuald et Juliette, mais, à ses débuts, se consacre essentiellement au théâtre,,,.

### Carrière
À partir de 1985, Lionel Abelanski suit le Cours Florent et obtient son premier rôle au cinéma en 1988 dans Romuald et Juliette de Coline Serreau. Il apparaît ensuite dans Un samedi sur la Terre de Diane Bertrand avant de jouer dans les comédies Delphine 1, Yvan 0 de Dominique Farrugia, Didier d'Alain Chabat et Mes amis de Michel Hazanavicius.
En 1997, il apparaît dans une publicité pour Solutricine.
En 1998, Radu Mihaileanu révèle une autre facette de son talent dans Train de vie qui lui vaut une nomination au César du Meilleur Espoir Masculin. Il est ensuite à l’affiche de Nationale 7 de Jean-Pierre Sinapi, Belphégor, le fantôme du Louvre de Jean-Paul Salomé et Ma femme est une actrice d'Yvan Attal. Amateur d’humour décalé, il est au générique de Les Parasites de Philippe de Chauveron, La Beuze et 15 ans et demi de François Desagnat et Thomas Sorriaux, Mais qui a tué Pamela Rose ? d'Éric Lartigau, Bienvenue au gîte de Claude Duty, Narco de Tristan Aurouet et Gilles Lellouche, Double Zéro de Gérard Pirès, Casablanca Driver de Maurice Barthélémy ou encore Poltergay et Protéger et servir d'Éric Lavaine.
Il s’illustre néanmoins dans d'autres registres avec Le Grand Rôle de Steve Suissa, Un petit jeu sans conséquence de Bernard Rapp, Je ne suis pas là pour être aimé de Stéphane Brizé et Itinéraires de Christophe Otzenberger. Il collabore par ailleurs à trois reprises avec le tandem Éric Toledano-Olivier Nakache : Je préfère qu’on reste amis, Nos jours heureux et Tellement proches.
Après Zone libre de Christophe Malavoy, Reviens-moi de Joe Wright et Je déteste les enfants des autres d'Anne Fassio, il prête ses traits à l’écrivain Bernard Frank dans Sagan de Diane Kurys, retrouve Radu Mihaileanu dans Le Concert et participe de nouveau à plusieurs comédies : Safari d'Olivier Baroux, Beur sur la ville de Djamel Bensalah.
En 2012, on le retrouve dans le film à sketchs Les Infidèles où il retrouve Michel Hazanavicius, Mais qui a re-tué Pamela Rose ? de Kad Merad et Olivier Baroux et De l'autre côté du périph de David Charhon. En 2013, il est à l’affiche de Rue Mandar d'Idit Cebula et Boule et Bill d'Alexandre Charlot et Franck Magnier.
Au théâtre, Lionel Abelanski débute en 1988 avec deux pièces d'Eugène Labiche : Un mouton à l’entresol (mise en scène de Gilles Cohen) puis Le Plus Heureux des trois. Il joue dans Quisaitout et Grobeta de Coline Serreau, Germania 3 d'Heiner Müller (sous la direction de Jean-Louis Martinelli), Mariages et conséquences d'Alan Ayckbourn, Théâtre sans animaux de Jean-Michel Ribes ou encore Miam Miam et À la française d’Édouard Baer.
Pour le petit écran, il travaille avec plusieurs réalisateurs renommés, de Jean-Pierre Sinapi à Stéphane Clavier, en passant par Philomène Esposito, Bertrand Arthuys, Benoît Cohen, Christian Faure et Arnaud Mercadier.

## Filmographie

### Cinéma
- 1989 : Romuald et Juliette de Coline Serreau : malade 2
- 1995 : Douce France de Malik Chibane : le vendeur
- 1996 : Delphine 1, Yvan 0 de Dominique Farrugia : Thierry
- 1996 : Un samedi sur la terre de Diane Bertrand : Collègue Michel
- 1996 : Coup de vice de Patrick Levy : l’Israélien #1
- 1997 : Didier d'Alain Chabat : Charlie Abitbol
- 1997 : La Femme du cosmonaute de Jacques Monnet : Yves
- 1998 : Train de vie de Radu Mihaileanu : Schlomo
- 1999 : Mes amis de Michel Hazanavicius : Christophe
- 1999 : Les Parasites de Philippe de Chauveron : Mathias, dit Psycho
- 1999 : Trafic d'influence de Dominique Farrugia : Serge
- 1999 : Le Voyage à Paris de Marc-Henri Dufresne : le voyageur illuminé
- 2000 : Nationale 7 de Jean-Pierre Sinapi : Roland
- 2000 : Belphégor, le fantôme du Louvre de Jean-Paul Salomé : Simonnet
- 2001 : Ma femme est une actrice d'Yvan Attal : Georges
- 2003 : La Beuze de François Desagnat et Thomas Sorriaux : Perez
- 2003 : Bienvenue au gîte de Claude Duty : Philippe
- 2003 : Mais qui a tué Pamela Rose ? d'Éric Lartigau : Thomas Filbee
- 2004 : Double Zéro de Gérard Pirès : Système D
- 2004 : Un petit jeu sans conséquence de Bernard Rapp : Patrick
- 2004 : Narco, de Tristan Aurouet et Gilles Lellouche : le directeur de supermarché
- 2004 : Alive de Frédéric Berthe : José
- 2004 : Le Grand Rôle de Steve Suissa : Simon Laufer
- 2004 : Tout le plaisir est pour moi d'Isabelle Broué : Oscar
- 2004 : Casablanca Driver de Maurice Barthélemy : Le journaliste du courrier Wallon
- 2005 : Cavalcade de Steve Suissa : le vendeur chaises roulantes
- 2005 : Je ne suis pas là pour être aimé de Stéphane Brizé : Thierry
- 2005 : Je préfère qu'on reste amis... d'Éric Toledano et Olivier Nakache : Daniel
- 2005 : Une histoire de pieds, de Stéphane et David Foenkinos (court métrage)
- 2006 : Nos jours heureux d'Éric Toledano et Olivier Nakache : le conducteur de train
- 2006 : Itinéraires de Christophe Otzenberger : Maître Campion
- 2006 : Je déteste les enfants des autres d'Anne Fassio : Fred
- 2006 : Poltergay d'Éric Lavaine : Salopette
- 2007 : Zone libre de Christophe Malavoy : Simon
- 2007 : Le Secret de Salomon de David Charhon
- 2008 : Le Syndrome de Jérusalem d'Emmanuel Naccache et Stéphane Bélaïsch : Jonas
- 2008 : Les Yeux bandés de Thomas Lilti : Denis
- 2008 : Reviens-moi de Joe Wright : Frenchman
- 2008 : 15 ans et demi de Thomas Sorriaux et François Desagnat : Guy
- 2008 : Sagan de Diane Kurys : Bernard Frank
- 2009 : Safari d'Olivier Baroux : Benoît
- 2009 : Tellement proches d'Éric Toledano et Olivier Nakache : Charly
- 2009 : Le Concert de Radu Mihaileanu : Jean-Paul Carrère
- 2010 : Protéger et servir d'Éric Lavaine : le moniteur de tir
- 2010 : Imogène McCarthery d'Alexandre Charlot et Franck Magnier : Aneurin
- 2010 : Quartier lointain de Sam Garbarski : Godin adulte
- 2011 : Beur sur la ville de Djamel Bensalah : le légiste
- 2011 : Mais y va où le monde? de Serge Papagalli : le facteur
- 2011 : L'Art de séduire de Guy Mazarguil : Julien
- 2012 : Les Infidèles d'Emmanuelle Bercot, Fred Cavayé, Alexandre Courtès, Jean Dujardin, Michel Hazanavicius, Éric Lartigau et Gilles Lellouche : le directeur du séminaire
- 2012 : Mais qui a re-tué Pamela Rose ? de Kad Merad et Olivier Baroux : Thomas Filbee
- 2012 : La banda Picasso de Fernando Colomo : Max Jacob
- 2012 : De l'autre côté du périph de David Charhon : Daniel Cardinet
- 2013 : Rue Mandar d'Idit Cebula : Serge
- 2013 : Boule et Bill de Franck Magnier et Alexandre Charlot : le directeur de l'école
- 2014 : Kidon d'Emmanuel Naccache : Eric Fliman
- 2014 : Barbecue d'Éric Lavaine : Laurent
- 2014 : Les Vacances du petit Nicolas de Laurent Tirard : l'architecte
- 2014 : Magic in the Moonlight de Woody Allen : le médecin
- 2015 : Tu es si jolie ce soir de Jean-Pierre Mocky : Pierre
- 2015 : Je compte sur vous de Pascal Elbé : Lefèvre
- 2015 : Les Premiers, les Derniers de Bouli Lanners : le gardien de l'entrepôt
- 2017 : Ouvert la nuit d'Édouard Baer : Lolo
- 2017 : Sous le même toit de Dominique Farrugia : copain d'Yvan
- 2017 : Blockbuster de July Hygreck : Simon
- 2017 : Loue-moi ! de Coline Assous et Virginie Schwartz : Pierre
- 2018 : Les Municipaux, ces héros de Francis Ginibre et Éric Carrière : M. Baldelli, le maire
- 2019 : Edmond d'Alexis Michalik : l'huissier
- 2019 : Roxane de Mélanie Auffret : Poupou
- 2019 : Just a Gigolo d'Olivier Baroux : Gilles
- 2019 : Les Municipaux, trop c'est trop de Francis Ginibre et Éric Carrière : M. Baldelli, le maire
- 2020 : Le Prince oublié de Michel Hazanavicius : le catcheur (voix)
- 2020 : Chacun chez soi de Michèle Laroque : Blanchard
- 2022 : Plancha d'Éric Lavaine : Laurent
- 2023 : Les Petites Victoires de Mélanie Auffret : Saturnin
- 2023 : Bernadette de Léa Domenach : Yvon Molinier
- 2023 : Ma France à moi de Benoît Cohen : Marc
- 2024 : 14 Jours pour aller mieux d'Édouard Pluvieux : Luc
- 2024 : L'Affaire Vinča Curie de Dragan Bjelogrlić : Docteur Jame
- 2024 : Le Larbin de Alexandre Charlot et Franck Magnier : Le soldat du Roy
- 2024 : Finalement de Claude Lelouch : Le chasseur
- 2025 : 100 Millions ! de Nath Dumont : Gauthier
- 2025 : Badh de Guillaume de Fontenay : Le français

### Télévision
- 1996 : Cœur de cible de Laurent Heynemann : homme de la rue
- 1997 : Harcelée de Nicolas Cuche : Marcel
- 2000 : Contre la montre de Jean-Pierre Sinapi : Antoine
- 2003 : Le Gang des poupées de Philomène Esposito : Julien
- 2003 : Caméra Café (3 épisodes) : Jean-Pierre Roger, Jean-Patrick Founiard
- 2004 : La Nourrice de Renaud Bertrand : Valentin
- 2004 : Le Camarguais, épisode Jean-Jean : Jean-Jean
- 2004 : Maigret, épisode Maigret chez le docteur : Martin
- 2004] : Les Femmes d'abord de Peter Kassovitz : Hamor
- 2005 : La Famille Zappon (série) : Marco
- 2006 : La Belle et le Sauvage de Bertrand Arthuys : Berthelot
- 2006 : Vive la bombe ! de Jean-Pierre Sinapi : Le géologue
- 2008 : Nos enfants chéris, la série (série) : Arnaud / Hervé
- 2009 : Ticket gagnant de Julien Weil : Benoît
- 2009 : Palizzi, épisodes  Avoir du coffre et Retrouvaille en tôle
- 2010 : Mademoiselle Drot de Christian Faure : Hervé Chambart-Martin
- 2010 : Au bas de l'échelle d'Arnaud Mercadier : Gilou
- 2012 : À dix minutes des naturistes de Stéphane Clavier : Michel
- 2013 : Hitchcock by Mocky, épisode La curiosité qui tue : Fred
- 2014 : Au nom des fils de Christian Faure : Pierre Chasseuil
- 2014 : La Loi de Christian Faure : Antoine Veil
- 2015 : Scènes de ménages, enfin ils sortent ! : Le frère de José
- 2015 : Une chance de trop de François Velle : Louis Bartel
- 2016 : Fais pas ci, fais pas ça (saison 8) : Le Gynécologue
- 2017 - 2024 : Les Bracelets rouges de Nicolas Cuche : Docteur Catalan
- 2021 : Mensonges, mini-série de Lionel Bailliu et Stéphanie Murat : Miron
- 2021 : Face à face de July Hygreck et Julien Zidi : Vincent Lemeur
- 2023 : L'Incroyable Embouteillage de David Charhon : Yakov
- 2023 : Pamela Rose, la série de Ludovic Colbeau-Justin : Lieutenant Donuts
- 2023 : César Wagner d'Émilie et Sarah Barbault (épisode 9, Les liens du sang) : rabbin Eli Melman
- 2025 : Le Sens des choses de Keren Ben Rafael : Gross

## Théâtre
- 1989 : Un Mouton à l'Entresol d'Eugène Labiche, mise en scène Gilles Cohen, Théâtre de la Tempête
- 1990 : Istanbul Hôtel de Dominique Thomas, Chocolat théâtre
- 1991 : Le Mystère de la Chambre Jaune de Gilles Cohen, Théâtre de la Tempête
- 1992 : Les Petits Marteaux de Gilles Cohen, Théâtre de la Tempête
- 1993 : Le Plus Heureux des Trois d'Eugène Labiche, mise en scène Jean-Luc Revol, Théâtre du Kremlin-Bicetre
- 1994 : Quisaitout et Grobeta de Coline Serreau, mise en scène Benno Besson, Théâtre de la Porte-Saint-Martin
- 1998 : Germania 3 d'Heiner Müller, mise en scène Jean-Louis Martinelli, Théâtre national de la Colline
- 1999 : Mariages & Conséquences d'Alan Ayckbourn, mise en scène Catherine Allary, Théâtre de la Renaissance
- 2001 : Théâtre sans Animaux de Jean-Michel Ribes, Théâtre Tristan-Bernard
- 2003 : Bash de Neil LaBute, mise en scène Pierre Laville, Studio des Champs-Élysées
- 2008 : Geronimo de David Decca, mise en scène Caroline Duffau & Serge Hazanavicius, Petit Théâtre de Paris
- 2009 : Les Insatiables d'Hanoch Levin, mise en scène Guila Braoudé, Studio des Champs-Élysées
- 2010 : Miam-Miam de Édouard Baer, mise en scène de l'auteur
- 2011 : La Méthode Grönholm de Jordi Galceran, mise en scène Thierry Lavat, Théâtre Tristan-Bernard
- 2012-2013 : À la française d'Édouard Baer, mise en scène de l'auteur, Théâtre Marigny, Théâtre Liberté, tournée
- 2015 : Un petit jeu sans conséquence de Jean Dell et Gérald Sibleyras, mise en scène Ladislas Chollat, Théâtre de Paris
- 2015 : Les Voisins de Michel Vinaver, mise en scène Marc Paquien, Théâtre de Poche Montparnasse
- 2016 : Un dîner d'adieu de Matthieu Delaporte et Alexandre de la Patellière, mise en scène Bernard Murat, tournée, Théâtre Édouard-VII
- 2016 : Du vent dans les branches de sassafras de René de Obaldia, mise en scène Bernard Murat, Théâtre Édouard-VII
- 2017 : Pleins Feux de Mary Orr, mise en scène Ladislas Chollat, théâtre Hébertot
- 2017 : La Récompense de Gérald Sibleyras, mise en scène Bernard Murat, théâtre Édouard-VII
- 2019 : Encore un instant de Fabrice Roger-Lacan, mise en scène Bernard Murat, Théâtre Édouard-VII
- 2020 : Amis de Amanda Sthers et David Foenkinos, mise en scène Kad Merad, théâtre de la Michodière
- 2020 : Mort prématurée d'un chanteur populaire dans la force de l'âge de Wajdi Mouawad, mise en scène de l'auteur, Le Grand T
- 2022 : Amis d'Amanda Sthers et David Foenkinos, mise en scène Kad Merad, théâtre de la Michodière
- 2024 : Un tramway nommé Désir de Tennessee Williams, mise en scène Pauline Susini, théâtre des Bouffes-Parisiens
- 2024 : Normal de Jane Anderson, mise en scène Julie Delarme, Festival d'Avignon
- 2025 : Le Bémol de Cyril Massarotto, mise en scène Anne Bouvier, théâtre des Variétés

## Distinctions

### Nominations
- César 1999 : meilleur espoir masculin pour Train de vie[5]
- Molières 2024 : Molière du comédien dans un second rôle pour Un tramway nommé Désir